# Geissanthus longistylus
Geissanthus longistylus là một loài thực vật có hoa trong họ Anh thảo. Loài này được (Cuatrec.) G.Agostini mô tả khoa học đầu tiên năm 1970.